# Alena Nezdařilová
Alena Nezdařilová rozená Varcholová (* 27. března 1969 Československo) je bývalá česká atletka závodící ve skoku vysokém a v trojskoku.

## Život
Je rozvedená. Její bývalý manžel Ctibor Nezdařil je brněnský atletický trenér.

## Kariéra
V závodech Brněnská laťka 1996 v disciplíně skok do výšky byla na osmém místě s výsledkem 1.80 m. V dalším ročníku Brněnské laťky 1997 získala 6. místo s výsledkem 1.87 m.
Na halovém Mistrovství republiky 1997 v disciplíně skok do výšky skočila 1.88 m, v disciplíně trojskok skočila 13.38 m
Alena Nezdařilová je vedoucí Sportovního centra mládeže Jihomoravského kraje, je v radě klubu a vedoucí trenérka mladšího a staršího žactva v AK Olymp Brno.
Od roku 2015 do února 2017 trénovala brněnskou reprezentační výškařku Michaelu Hrubou, kterou přivedla v roce 2015 k titulu dorostenecké mistryně světa a v roce 2016 k titulu juniorské mistryně světa. Dále trénuje Elišku Buchlovskou a Ivanu Reicheltovou.
V květnu 2015 byla ředitelkou prezentace přeboru města Brna mladšího žactva, konaného na stadionu ZŠ Brno-Bystrc.
Je garantem Jihomoravského kraje pro Štafetový pohár 2018 pořádaný Českým atletickým svazem.